# 죄없는 청춘
"죄없는 청춘"는 한국에서 제작된 이용호 감독의 1960년 영화이다. 장동휘 등이 주연으로 출연하였고 이영근 등이 제작에 참여하였다.

## 출연

### 주연
- 장동휘
- 허장강
- 이대엽
- 최지희

## 기타
- 조명: 염화춘
- 녹음: 최성파
- 미술: 백남준